# 在アフガニスタン日本国大使館
在アフガニスタン日本国大使館（パシュトー語: په افغانستان کې د جاپان سفارت、ダリー語: سفارت ژاپن در افغانستان、英語: Embassy of Japan in Afghanistan）は、アフガニスタンの首都カーブル（カブール）に設置されている日本の大使館。

## 沿革
- 1931年7月26日、日本・アフガニスタン修好条約が発効して大日本帝国とアフガニスタン王国の間で外交関係が樹立される[1]。
- 1934年11月、アフガニスタン王国の首都カーブル（カブール）に在アフガニスタン日本帝国公使館が開設される[1]、初代公使は北田正元[2]。
- 1945年8月15日、第二次世界大戦の敗戦により大日本帝国が崩壊して[3]、この時までにカーブルの帝国公使館も閉鎖されている。
- 1952年4月28日、サンフランシスコ平和条約の発効により日本国が独立したが、アフガニスタン王国は同条約の締結国ではない[4]。
- 1954年3月24日、カーブルに在アフガニスタン日本国公使館を設置することが定められる[5]。
- 1955年12月、カーブルの日本公使館が在アフガニスタン日本国大使館に昇格する[1]。
- 1973年7月、ザーヒル・シャー国王が廃され、アフガニスタン王国に代わって共和制のアフガニスタン共和国に移行したが[6]、日本との国交や大使交換は継承される[1]。
- 1978年4月27日、ムハンマド・ダーウード・ハーン大統領が殺害されてクーデターが成就[7]、これに伴い人民民主党革命政権が領導する共産主義国家アフガニスタン民主共和国が成立する[1]。
- 1979年12月、ソビエト連邦軍の軍事介入のもと親ソ派のバブラク・カールマル（カルマル）政権が成立し、これに反発した日本はそれまで大使級であった外交関係を臨時代理大使級に格下げする[1]。
- 1989年2月15日、ソ連軍がアフガニスタンから完全に撤退したが[8]、日本はアフガニスタンとの外交関係を回復させないまま在アフガニスタン日本国大使館を閉鎖し、アフガニスタンではソ連軍という共通の敵を失った武装勢力同士の内戦に突入する[1]。
- 1996年9月、首都カーブルを含む国土の大半を掌握したターリバーンがアフガニスタン・イスラム首長国の建国を宣言し、反タリバン勢力のアフガニスタン救国・民族イスラム統一戦線（北部同盟）が結成されたが、日本はタリバン政権と北部同盟のどちらにも肩入れせず[1]。
- 2001年10月7日、北部同盟に肩入れするアメリカ合衆国が不朽の自由作戦を発動してタリバン政権に対する戦争を仕掛け、米軍の作戦開始から数週間でターリバーン政権を崩壊させる[9]。
- 2001年12月22日、米軍占領下のカーブルでハーミド・カルザイ暫定政権が誕生し、日本からは植竹繁雄外務副大臣が暫定政権設立式に立ち会い、カルザイ暫定大統領との会談で暫定政権の承認と復興支援を約束する[10]。
- 2002年2月19日、駒野欽一臨時代理大使により約13年ぶりに在アフガニスタン日本国大使館が再開される[1]。
- 2002年4月26日、駒野臨時代理大使が特命全権大使に昇格し、約22年ぶりに日本の大使がアフガニスタンに駐在する[1]。
- 2021年8月15日、日本国政府は、タリバンによるカーブル侵攻を筆頭とするアフガニスタン情勢の緊迫化を受け、大使館職員を退避させる方針を固めた[11]。
- 2021年8月17日、ターリバーンによるカーブル制圧を受けて大使館職員12名がアラブ首長国連邦のドバイに退避した（大使館は15日に閉鎖済）。トルコ・イスタンブールの日本国総領事館に在アフガニスタン日本国大使館臨時事務所（英語: Temporary Office of the Embassy of Japan in Afghanistan）を設置し、邦人保護などの業務を継続[12][13]。
- 2021年9月1日、大使館臨時事務所がイスタンブールからドーハに移転し、在カタール日本国大使館内で業務を継続する[14]。
- 2022年9月末、約1年1ヶ月ぶりにカーブルの大使館での業務が一部再開される[15][16]。

## 所在地
Street #15, Wazir Akbar Khan, Kabul

## 大使
2023年9月1日付の人事異動で黒宮貴義が在アフガニスタン大使に任命された。但し、アフガニスタンの国家元首に信任状を捧呈するまでは、黒宮の外交プロトコル上の地位は次期大使となる。
アフガニスタンの国家元首に信任状を捧呈した最後の日本大使は、2020年12月にアフガニスタン・イスラム共和国のアシュラフ・ガニー大統領へ信任状を捧呈した岡田隆である。2023年9月時点でアフガニスタン・イスラム首長国（ターリバーン暫定政権）に対して信任状を捧呈した日本大使はいないが、岡田は2023年11月7日付の人事異動で在フィンランド大使に任命された。外交プロトコル上は、後任の大使が自身の信任状と岡田前大使の解任状をアフガニスタンの国家元首に捧呈するまで、あるいは岡田が死亡またはペルソナ・ノン・グラータ指定されるまで、引き続き岡田が特命全権大使の地位にある。